# Amt Brück (Kreis Dirschau)
Das Amt Brück war ein preußisches Amt in Westpreußen mit Sitz in Brück.

## Geschichte
Mit der Ersten Polnischen Teilung 1772 war Pommerellen zu Preußen gekommen. Für die Verwaltung wurde das Domänenamt Brück im Kreis Dirschau gebildet, für die Rechtsprechung das Justizamt Brück im Sprengel der Westpreußischen Regierung.
1802 ging die Rechtsprechung auf das neu gebildete Land- und Stadtgericht Neustadt in Neustadt über.

## Umfang
Das Amt Brück bestand aus drei verpachteten Vorwerken, fünf verpachteten Dörfern und 17 Orten mit 276 Feuerstellen. Größere Orte waren neben dem namensgebenden Vorwerk Brück Orivien oder Orhöft, Rahmel, Wittomin und Rewa.